# Onstwedde (plaats)

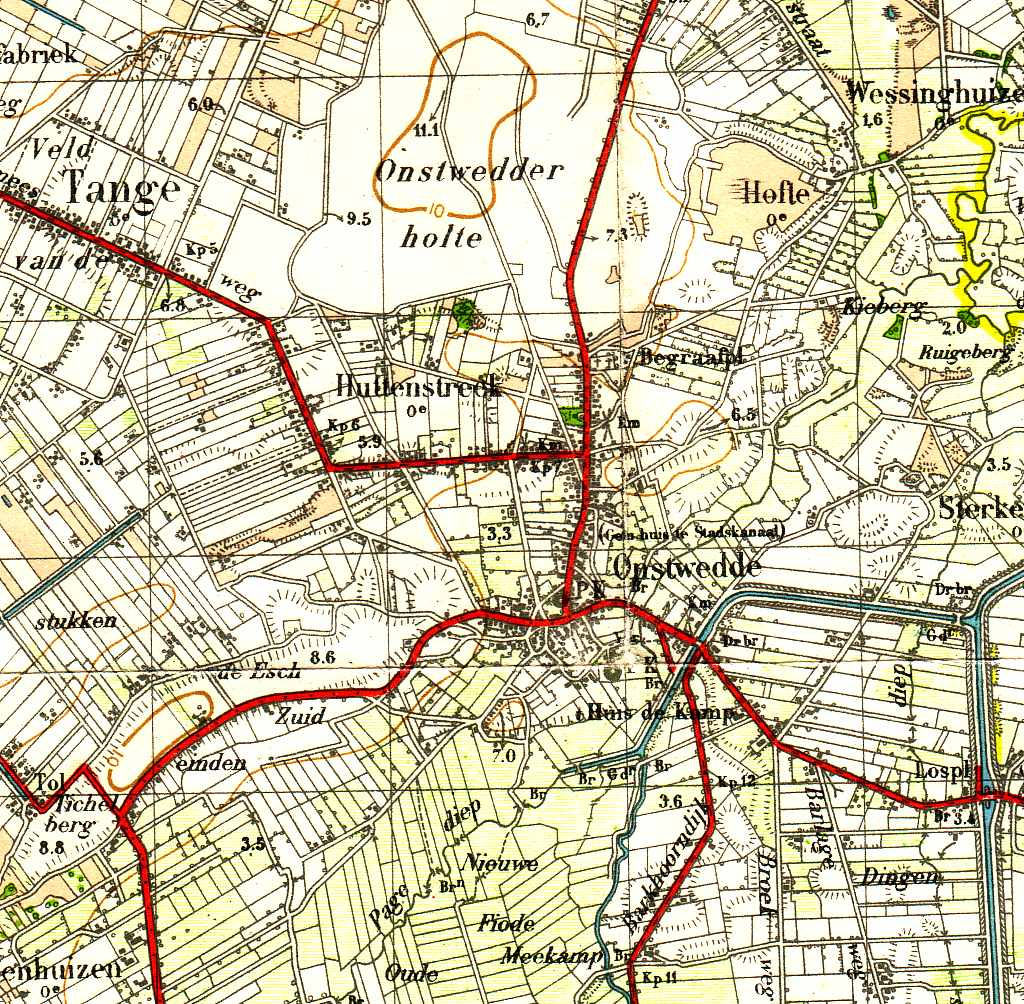
Onstwedde op de topografische kaart van 1933

Onstwedde is een dorp in de gemeente Stadskanaal in de streek Westerwolde van de provincie Groningen (Nederland). In 2023 telde het dorp 3.005 inwoners.
Ooit was Onstwedde een zelfstandige gemeente, maar in 1969 werd ze samengevoegd met een gedeelte van de gemeente Wildervank en omgedoopt tot de gemeente Stadskanaal, waarbij het wapen behouden bleef. Het gemeentehuis van Onstwedde bevond zich aanvankelijk in Onstwedde zelf, maar verhuisde in de 19e eeuw al naar Stadskanaal. Het oude gemeentehuis staat aan de Brink en is een monument.

## Geschiedenis
Waarschijnlijk is Onstwedde het oudste dorp van Westerwolde. Het is een oud esdorp dat voor het eerst vermeld wordt in een document (Urbar A, deel V/VI) van het klooster Werden aan de Ruhr komt het dan voor als Uneswido in 'Westerwalda'. De uitgang -wido in deze naam, die later verbasterd is tot wedde, betekent bos. Het eerste deel Une hangt mogelijk samen met een persoonsnaam. De ouderdom van dit document wordt qua handschrift gedateerd op de tiende eeuw (tussen 910 en 925). Voorheen dacht men dat deze vermelding al uit ca. 875 stamde, wat het dorp er in de jaren 1970 toe deed besluiten om het '1100'-jarig bestaan van het dorp te vieren. Door omstandigheden werd dit in 1977 gevierd, maar in feite was men achteraf gezien dus enkele decennia te vroeg. De kerk van Onstwedde was de eerste die werd gesticht in Westerwolde: Unsvede komt voor op een lijst van de Abdij van Corvey uit 1150. De overige kerken worden pas in de dertiende eeuw vermeld.
Het dorp ligt aan de Mussel-Aa, even voorbij de samenvloeiing met het Pagediep en iets ten zuiden van de vroegere loop van de Renne. Rondom het dorp liggen een aantal escomplexen. Aan westzijde ligt de Onstwedder Esch, aan zuidzijde de oudere Hoge Oerde en Reuve Oerde en aan noordzijde de Onstwedder Holte, de grootste es van Westerwolde (198 hectare). Aan westzijde van de Holte ligt de es Veld van Tange. Onstwedde heeft een dubbele brink. De eerste brink ligt aan de zuidkant van het dorp, niet ver van de Nederlands-hervormde kerk, vlak bij de kruising Hardingstraat met de Dorpstraat, en draagt ook de naam Brink. Het gedeelte van het dorp bij deze brink droeg vroeger de naam Loug. De tweede brink ligt bij de kruising van de Dorpsstraat met de Jabbingelaan. Dit gedeelte van het dorp werd het Wold genoemd. Dit nieuwere deel van het dorp ontstond later door de groei van de bevolking in de 12e en 13e eeuw.

### Marke
Vanwege de groei van de bevolking werd in de 13e eeuw besloten tot de oprichting van een marke om de nog niet ontgonnen woeste gronden te reguleren. Elke erve (gezin) kreeg als markegenote (of waarsgerechtigde) 8 waardelen en was daarmee eigenerfde of 'erfgezeten'. Deze waardelen gaven volgens een willekeur uit 1688 recht op het houden van 16 koeien, 16 niet-drachtige koeien, 8 oude paarden, 25 schapen, 4 oude ganzen en een gent (mannetjesgans) met jonge ganzen mocht houden op de markegronden. 
Aan het hoofd van de markegenoten stond een gekozen buurrichter. De marke was net als het dorp gesplitst in een noordelijk deel en een zuidelijk deel. De gehuchten Wessinghuizen, Ter Wupping, Smeerling en Veenhuizen onder Onstwedde kregen reeds bij de instelling in de 13e eeuw elk een eigen marke. 
De eerste afsplitsing van de marke vond plaats in 1649, toen enkele tientallen hectares veen werden verkocht aan een boer. In de tweede helft van de 18e eeuw volgden grotere stukken, die onofficieel werden verdeeld tussen verschillende boeren. In 1826 werd bij een proces bij de rechtbank in Winschoten door drie boeren de verdeling van de marke bedongen. Het jaar erop bleek nog 74% (ruim 5000 hectare) van het oorspronkelijke areaal van de marke in gemeenschappelijk bezit bij 59 eigenaren verdeeld over 264 waardelen. Tot 1834 werden al deze resterende gronden verdeeld. In de decennia erna werden wegen door de venen aangelegd, waaraan verschillende gehuchten van ontginners werden gebouwd. 
Met het doortrekken van het Stadskanaal tot Ter Apel in de 2e helft van de 19e eeuw werd het gebied ook aantrekkelijk voor vervening. In de decennia tot de Eerste Wereldoorlog werd deze op grote schaal opgepakt. De laatste grote verveningsactiviteiten werden eind jaren 1930 afgerond.

### Molens
In 1617 werd de eerste korenmolen gebouwd in het dorp. Deze brandde af in 1855. Vanaf 1845 stond er ook een koren-, pel- en cichoreimolen in het dorp, die in 1854 alweer afbrandde. Nog hetzelfde jaar werd deze molen herbouwd, maar in 1924 alsnog afgebroken. In 1855 en 1900 werden nog twee molens gebouwd (respectievelijk een korenmolen en een roskoorn- en grutmolen) in het dorp, die beiden verwoest werden bij een storm in 1954.

### Haven
In 1916 kreeg Onstwedde in het kader van het plan van de Vereniging ter bevordering van de kanalisatie van Westerwolde een haven aan de oostzijde van het dorp. Deze haven vormde het uiteinde van een zijtak van het Mussel-Aa-kanaal. Deze haven is met name gebruikt voor de aan- en afvoer van landbouwproducten. Na de oorlog nam de betekenis van de scheepvaart af en werd het kanaal gesloten voor de scheepvaart.

### Komvorming
De belangrijkste straten van het dorp zijn de Dorpsstraat, Havenstraat, Hardingstraat en Luringstraat. In de 20e eeuw werd de bebouwing hiertussen uitgebreid en verdicht met nieuwe straten,  die vaak vernoemd zijn naar vroegere erven van het dorp.

## Landschap en toerisme
Bij het dorp liggen een tweetal relatieve hoogten van rond de tien meter boven NAP: de Onstwedder Holte met daarop een 198 hectare grote es (grootste van Westerwolde) en de es bij Veenhuizen. Deze heuvels zijn morenes uit het Saalien, de op een na laatste ijstijd. Aan de noordkant van het dorp ligt op een flank van de Onstwedder Holte het dr. Hommesbos, een natuurterrein van het Groninger Landschap. Ten zuiden van het dorp lagen vroeger enkele van de oudste bouwlanden van Westerwolde: de 'Hoge en Reuve Oerde' en de Oerde.
Onstwedde is een van de plaatsen in Nederland waar zich in de ondergrond zoutkoepels bevinden.
De oostkant van het dorp grenst aan de Ecologische Hoofdstructuur. Hier wordt het oude hoevenlandschap door Staatsbosbeheer gereconstrueerd. Het gebied wordt gekenmerkt door rivierduinen, kleine bossen en houtzomen, essen en laag gelegen gronden langs de beken Mussel A en Ruiten Aa en hun voormalige lopen. Bij Ter Wupping is een met paaltjes gemarkeerde wandelroute aangelegd door dit gebied.
Er zijn een enkele campings bij Onstwedde en er is een museum: het Slaait'nhoes. Tot 2019 was er nog een tweede museum, het Radio- en speelgoedmuseum. Rond het dorp zijn vele fietspaden en er zijn fietsroutes: de Stroomdalroute en de Vestingroute.

## Onderwijs
Onstwedde heeft één basisschool, de school voor christelijk basisonderwijs "CBS De Rank". Dit is een samenvoeging van CBS de Regenboog en CBS Prof. M.J. Langeveldschool. Het Ubbo Emmius Lyceum heeft in Onstwedde een vestiging voor TL en onderbouw BBL/KBL/havo/vwo. De Rank en het Ubbo Emmius zijn beide gevestigd in het multifunctionele gebouw "De Bast" en werken nauw samen. Ook peuterschool "de Peuterkörf" is ondergebracht in "De Bast". In Onstwedde krijgen veel kinderen daardoor van hun tweede tot zestiende jaar les in hetzelfde schoolgebouw.
Voor het overige onderwijs is Onstwedde aangewezen op plaatsen in de omgeving: Stadskanaal, Winschoten, en ook Emmen. De stad Groningen is voor hoger beroepsonderwijs en het universitaire onderwijs belangrijk.

## Indeling
Onder het dorp Onstwedde vallen ook de buurtschappen en gehuchten Barlage, Blekslage, Höfte, Holte, Smeerling, Sterenborg, Ter Maarsch, Ter Wupping, Veenhuizen, Vledderhuizen, Vosseberg en Wessinghuizen.

## Politiek

### Verkiezingsuitslagen
(stembureaus in Onstwedde)
| Partij           | Landelijk 2017 | %    | Gemeentelijk 2018 | %    |
| ---------------- | -------------- | ---- | ----------------- | ---- |
| CDA              | 653            | 35,1 | 549               | 38,4 |
| ChristenUnie     | 333            | 17,9 | 498               | 34,8 |
| PVV              | 162            | 8,7  | -                 | -    |
| SP               | 151            | 8,1  | 118               | 8,2  |
| VVD              | 140            | 7,5  | 55                | 3,8  |
| GroenLinks       | 77             | 4,1  | 47                | 3,3  |
| D66              | 75             | 4,0  | 30                | 2,1  |
| PvdA             | 73             | 3,9  | 62                | 4,3  |
| SGP              | 72             | 3,9  | -                 | -    |
| PvdD             | 47             | 2,5  | -                 | -    |
| 50PLUS           | 41             | 2,2  | -                 | -    |
| FVD              | 20             | 1,1  | -                 | -    |
| Gemeentebelangen | -              | -    | 33                | 2,3  |
| Lokaal Betrokken | -              | -    | 26                | 1,8  |
| Overige stemmen  | 19             | 1,0  | 13                | 0,9  |
| Opkomst          | 1863           | 82,1 | 1431              | 62,3 |

(bron: gemeente Stadskanaal)

## Overige voorzieningen
Onstwedde kent ook een verwarmd zwembad: 't Vlasmeer. Tussen 2000 en 2003 waren er plannen om het te sluiten. Maar het besluit van de gemeenteraad was om het open te houden. De bevolking van het dorp moest dan wel 6800 euro per jaar aan donaties geven. De exploitatie van het zwembad werd na veel geharrewar gegund aan Sportijn.
De voetbalvereniging van het dorp heet Onstwedder Boys. Zij spelen op het sportpark De Boskamp. Ook heeft het dorp een sporthal in "de Bast", waar de plaatselijke turnvereniging CSVO en volleybalclub VCO '72 gebruik van maken en waar judolessen worden gegeven. Daarnaast is er ook een tennisvereniging Uneswido. IJsvereniging Wisch beschikt over een ijsbaan en de paardensportvereniging heeft een eigen manege De Driesporen. Ook is er een ATB-club actief. In het verleden heeft het dorp ook een korfbalvereniging gehad genaamd OKC.
In Onstwedde is tevens een Openbare Bibliotheek aanwezig. Deze bevindt zich in het nieuwe multifunctionele centrum tussen de Tuinlaan en de Boslaan, genaamd de Bolster. De Bolster is in 2005 gereedgekomen en bevat naast de bibliotheek ook diverse zorginstellingen en het kinderdagverblijf.
Buslijn 14 van Qbuzz van Winschoten via Vlagtwedde en Alteveer naar Stadskanaal rijdt door het dorp.
Door het dorp loopt de N365 als Luringstraat. Midden op de rotonde van de kruising van deze weg met de Dorpsstraat staat een kunstwerk in de vorm van een halve ring met een diamant erbovenop.

## Religie
Onstwedde heeft drie kerkgebouwen:

### Hervormde kerk (lid PKN)
De Hervormde gemeente kerkt in de monumentale beeldbepalende Nicolaaskerk gelegen aan de rand van het dorp. De toren van deze kerk heet de Juffertoren, waaraan een oude sage is verbonden (zie: Juffertoren). De modaliteit van de gemeente die hier kerkt, is de Gereformeerde Bond. Deze gemeente telde in 1983 ongeveer 2100 leden.

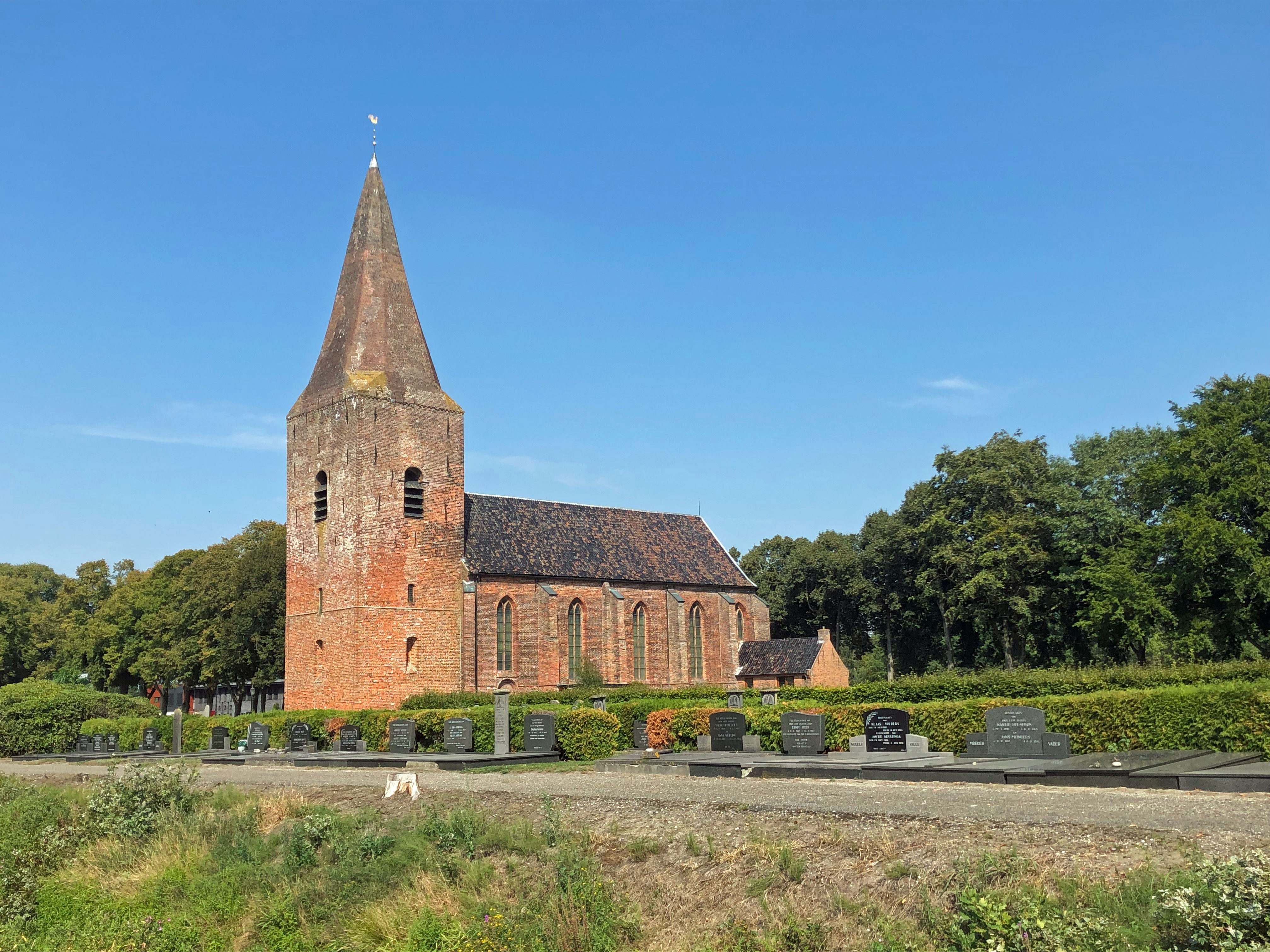
Hervormde kerk

### Gereformeerde Kerk (lid PKN)
De Gereformeerde Kerk is opgericht in 1835, een jaar na de afscheiding door Hendrik de Cock in Ulrum. Het gebouw dateert uit 1869 en staat aan de Dorpsstraat. Deze gemeente telde in 1983 ongeveer 800 leden.

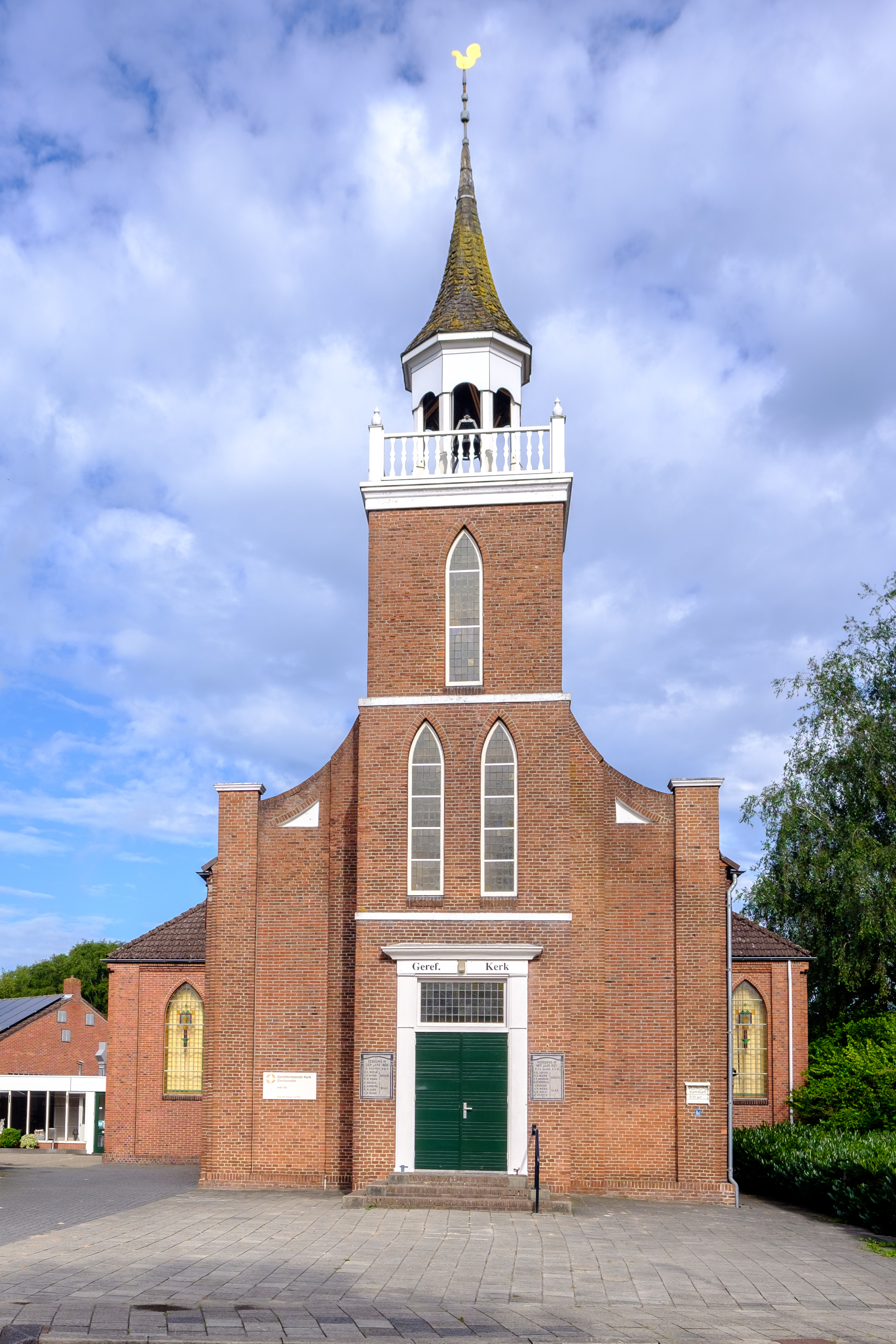
Gereformeerde kerk

### Christelijke Gereformeerde Kerk
De Christelijke Gereformeerde Kerk staat aan de Luringstraat. Deze gemeente telde in 1983 ongeveer 300 leden.

## Overige cultuur

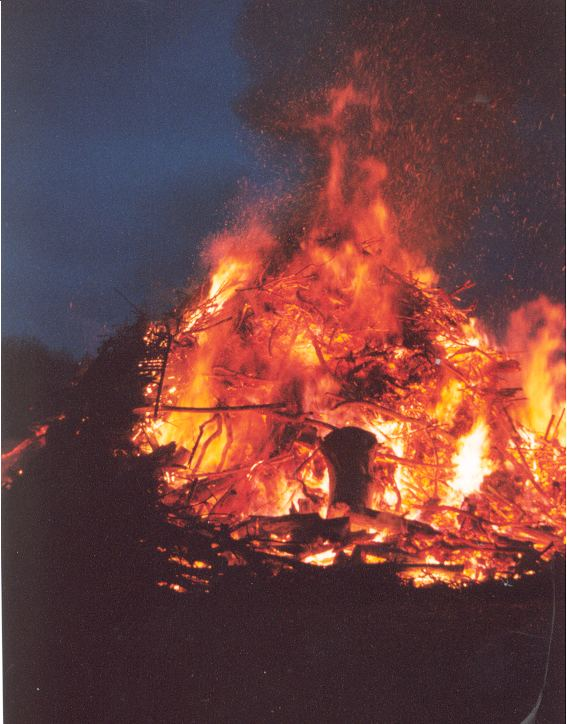
Paasvuur te Onstwedde op 2e Paasdag 2004

De Boerderij is een door stichting "Ocrea" in het leven geroepen instelling voor jeugdwerk en wordt op zaterdagavond bezocht door jongeren uit de omgeving.
Op tweede Paasdag wordt in Onstwedde traditioneel een paasvuur ontstoken.
In de eerste week van juli wordt de feestweek gehouden. Een speciale commissie bedenkt een thema en het dorp wordt versierd in de geest ervan.
Op de vierde zaterdag van augustus wordt het oogstfeest door de stichting Onstwedder Gaarv'n op het manifestatieterrein georganiseerd. Op dit feest wordt met oude machines het graan gedorst dat speciaal voor dit feest op de es bij de Nederlandse Hervormde kerk wordt verbouwd. Er is een tentoonstelling van oude auto's en tractoren en er zijn diverse stands. Tevens zijn spekdikken, een traditioneel Oost-Gronings gerecht, verkrijgbaar.
Onstwedde is na Sellingen het enige dorp waar nog het Westerwolds wordt gesproken.

## Beeldende kunst
Een overzicht van beelden is te vinden op Commons.

## Geboren in Onstwedde
- Hindrik Wiekens (1903-1942), los arbeider en verzetsstrijder
- Henk Bleker (1953), CDA-politicus
- Anneke Raven (1955), CDA-politica
- Ingrid Rep (1962), bestuurder
- Henk Jaap Moorlag (1990), mountainbiker